# One Love Musical Shorts
One Love Musical Shorts è una serie animata italiana prescolare creata da Andrea Zingoni e diretta da lui stesso con Sofia Rivolta e Guido Zingoni. La serie è prodotta da T-Rex Digimation e Rai Ragazzi. Le musiche sono di Dario Brunori (Brunori SAS) e Nico Palermo, il character design è di Mita Odello e le animazioni di Cartobaleno. Il Soggetto di serie è di Sofia Rivolta e Andrea Zingoni.
Strutturata in 10 corti musicali, i primi cinque episodi della serie sono andati in onda a partire dal 20 giugno 2020 sulla piattaforma di streaming Rai Play e presentati in prima tv assoluta il 21 giugno 2020 sul canale televisivo Rai YoYo, durante l'evento della Festa europea della Musica.

## Trama
Nella Galassia Amour, nel mezzo della Via Lattea Arcobaleno, c'è un pianeta dal cuore pulsante: One Love, la patria del popolo degli Abbracci. Amo e Ama sono due Abbraccini che, grazie al volersi bene e ai loro amici, risolvono i piccoli enormi problemi che ogni giorno arrivano a turbare quel mondo senza mai perdersi d’animo. Perché nulla è impossibile per chi possiede l’aura dell’amore, l’energia più potente dell’universo.

## Personaggi

### Personaggi Principali

#### Ama
È una piccola Abbraccina di colore rosa, coraggiosa e altruista. Tutti sanno che possono contare su di lei. Diventa molto tosta e quando la situazione lo richiede non si tira indietro. Gli piace ridere, scherzare, giocare ad acchiappino e contagiare con simpatiche scossette di buon umore quelli che le stanno attorno. Ciò che desidera è condividere con i suoi amici e tutte le altre creature di One Love la sua innata felicità ed energia. In situazioni di pericolo diventa protettiva nei confronti del suo grande amico Amo.
La voce originale di Ama è di Valeria Damiani

#### Amo
Colorato di azzurro, è il miglior amico di Ama. La sua simpatia, sincerità ed entusiasmo contagiano sempre tutti. È un instancabile, curioso esploratore ed è sempre il primo a lanciarsi in una nuova avventura affrontando i pericoli con energia, ragionamento, intelligenza e la giusta dose di istintiva sventatezza. Non dice mai bugie, non gli riesce, se ci prova cambia colore, diventa rosso come un peperone. In situazioni di pericolo diventa protettiva nei confronti della sua grande amica Ama.
La voce originale di Amo è di Martina Tamburello.

### Personaggi secondari

#### Shila
È l’artista del gruppo, di colore viola, per lei i sogni si confondono con la realtà. Ama la pittura a macchie, e dare forma alle nuvolette del cielo. Non smette mai di stupirsi della bellezza di One Love. Sta sempre zitta, non perché sia muta, si esprime semplicemente in maniera diversa.

#### Berry
Colorato di rosso, le idee geniali vengono sempre a lui. È l’artefice delle “invenzioni impossibili”, le progetta, le crea, le prova con risultati spesso esilaranti. È il più piccolo della classe, ma con la sua intelligenza e la sua frizzante creatività regge bene il confronto con i più grandi. Tutti hanno grande stima di lui.
La voce originale di Berry è di Vernante Pallotti.

#### Zazoo
Di colore verde, nonostante la sua fisicità da duro e grosso, è il più sensibile e riservato del gruppo. Può sembrare impacciato e timido, ma non si tira mai indietro. Mentre balla il suo corpo da impacciato e goffo si trasforma in una veloce scia luminosa. Sa bene che ogni avventura è una piccola prova per diventare grandi e lui grande vuole diventarlo.
La voce originale di Zazoo è di Cecilia Zaffini.

#### Aki
È lo sportivo della classe, colorato di blu, pratica molti sport diversi come il basket galattico e il ping-pong bucato. Diligente e leale, è il motivatore del gruppo ed è sempre il primo a ricordare agli altri che il gioco di squadra fa la forza. Unico vero difetto: è spesso smemorato. Da grande vuole diventare allenatore di delfini olimpionici.
La voce originale di Aki è di Pietro Zingoni.

#### Lyuan e Lythu
Sono due gemelline piene di contentezza e dinamismo. Lyuan è gialla, Lythu arancione. Gran ballerine della disco-disco, sono delle vere chiacchierone, buffe, simpaticissime che fanno dell’umorismo una dote capace di risolvere le situazioni più intricate. Disinvoltura e spontaneità le rendono un duo esplosivo. Tutti trovano irresistibilmente contagiosa la loro risata.
La voce originale di Lyuan è di Asia Amadori. La voce originale di Lythu è di Chiara Palermo.

#### Robot Custode
Simpatico, colorato, buonissimo, vigila sulle attività degli Abbraccini al Parco Giochi di One Love, ma ogni tanto lo incontriamo anche alla scuola d'infanzia in qualità di animatore. Pur non scordando mai il suo ruolo da adulto responsabile, è sempre pronto a scherzare e partecipare in prima persona a ogni gioco. Trova la musica disco-disco irresistibile, il suo stile di danza è sorprendentemente morbido ed elegante per essere un robot.
La voce originale del Robot Custode è di Alessandro Musumeci.

#### Voce del Vento
Accompagna con il suo canto le avventure dei piccoli Abbraccini.
La voce originale è di Dorotea Mele.

## Musica e Canzoni
La sigla è di Dario Brunori ed è sempre ripresa e arrangiata all'interno degli episodi. Le canzoni originali sono composte da Nico Palermo, sui testi di Andrea Zingoni.
Ogni episodio di One Love Musical Shorts è concepito come un piccolo musical per bambini in età prescolare. Le musiche e le canzoni sono state ideate per fare in modo che siano facili da memorizzare, con un tono adatto alla voce dei bambini e che facilita loro la possibilità di cantare assieme ai personaggi della serie. 
Ogni personaggio ha una sua precisa identità musicale e nei cantati, oltre alle parti da solista, partecipa alla composizione con armonizzazioni, controcanti e cori. Anche gli elementi del mondo di One Love, come il vento e i Girandolavento, si uniscono al canto. Pur mantenendo un’uniformità timbrica e melodica degli strumenti, ogni numero musicale è trattato con ispirazioni che derivano da generi diversi (pop, rock, dance, funky). Oltre a quelli classici usati spesso nei grandi film d’animazione (fagotto, marimba, flauto, ecc.), nell’orchestra di One Love ci sono strumenti tipici della musica rock e pop (basso tuba, trombone, chitarra elettrica/acustica, ecc.) fino a suoni estratti da giocattoli veri e propri (palline rimbalzanti, girandole, stelline, ecc.).

## Episodi

### Prima stagione
| n. | Titolo                              | Prima TV       |
| -- | ----------------------------------- | -------------- |
| 1  | One Love, il pianeta con il cuore   | 21 giugno 2020 |
| 2  | Amo e Ama, Volersi bene ci conviene | 21 giugno 2020 |
| 3  | Siamo Abbraccini                    | 21 giugno 2020 |
| 4  | Seren Sarà                          | 21 giugno 2020 |
| 5  | Buon compleanno Lyuan e Lythu       | 21 giugno 2020 |
| 6  | Tex ha sempre fame                  |                |
| 7  | Abbraccini nello spazio             |                |
| 8  | Mi chiamano Zazoo                   |                |
| 9  | Far la rima è divertente            |                |
| 10 | Abbrà-brà-ci-cì-cò-cò               |                |